# Партско царство
 Тази статия е за древното номадско царство.  За събиране на хора вижте Парти (събиране на хора).  
Партското царство е доминиращата сила на територията на днешен Иран от края на III век пр.н.е. до началото на III век и контролира обширни територии, включително Месопотамия между 190 пр.н.е. и 224 г.
То е основано и управлявано от династията на Аршакидите, водачи на номадското племе парти, завладяло голяма част от източните територии на Селевкидското царство.

## Произход
Партите (или парни) са номадски ирански народ, дошъл на Иранското плато от Централна Азия. Те са ненадминати ездачи, известни с партската стрелба – изстрелвали стрела обърнати назад при пълна скорост.
Изглежда силата на ранната Партска държава е преувеличена от древните историци, намиращи се под впечатлението на съвременната им могъща империя.
Сведенията за партите са оскъдни. Те нямат собствена литература и писмените сведения за тях се състоят от външни описания на конфликтите им с римляни, гърци, евреи и, на другия край на пътя на коприната, с Китай.
Дори наименованието им за самите тях е спорно, поради липса на местни записи.
Най-доброто предположение е, че те са наричали империята си Ераншахр.
Силата на партите се дължи на комбинация от партизански действия на конните номадски сили с достатъчна организираност за изграждане на обширна империя, въпреки че държавата им никога не достига силата на двете Персийски империи. Изглежда васалните царства съставят голяма част от тяхната територия (виж Тигран II), а елинистичните градове се ползват с известна автономия.

## Партската империя
За първи владетел се смята шах Аршак I (може би от номадското племе парни, чиято връзка с думата парти е предмет на спорове, или, според арменски източници, от ефталитски произход) се обявява за независим от Селевкидското царство в отдалечените области на Северен Иран (ок. 250 пр.н.е.). Неговите наследници управляват там, докато през 206 пр.н.е. Антиох Велики отново ги подчинява за кратко на Селевкидската империя.
Едва през II век пр.н.е. партите успяват да се възползват от отслабването на Селевкидите и постепенно завладяват всичките им територии на изток от Сирия.
След като партите превземат Херат, търговията по пътя на коприната е блокирана и елинистичното Гръко-бактрийско царство е обречено.
Селевкидите са принудени да удържат настъплението на партите на запад. Антиох IV Епифан прекарва последните си години в безплодни битки с партите в една безкрайна война, докато умира през 163 пр.н.е. Партите се възползват от слабостта на Селевкидите по време на последвалите династични междуособици.
През 139 пр.н.е. партският владетел Митридат I залавя селевкидския монарх Деметрий Никатор и го държи в плен десет години, докато партите завладяват Месопотамия и Медия. Митридат I е и първият владетел които използва титлата Шахиншах (шах на шаховете, в превод цар на всички царе).
Към 129 пр.н.е. партите контролират всички територии на изток от река Тигър и установяват зимния си лагер в Ктесифон. По това време това е малко предградие на разположената на другия бряг на Тигър Селевкия, най-големия елинистичен град в Западна Азия. Партите само провеждат няколко нападения срещу града, който и в бъдеще запазва своята автономия и гръцка култура. В разгара на месопотамското лято партските войски се оттеглят към древните персийски столици Суза и Екбатана.
През I век пр.н.е. партите се намесват често в източносредиземноморската политика от своята столица Ктесифон. Те се сблъскват с римляните в римско-партските войни и печелят уважението им, когато успяват да победят армията на Крас (Марк Лициний Крас) в битката при Кара (53 пр.н.е.). Установили се в по-голямата част от земите на старата Ахеменидска империя, партите се превръщат в най-големия съперник на Рим, чиито източни кампании (например при Траян и Септимий Север) никога не засягат тежко гъвкавата и донякъде децентрализирана Партска империя, като в същото време обезкръвяват Рим.

## Индо-партско царство
През I век пр.н.е. партите започват да си проправят път в източните територии, заемани от индо-скитите и юечжите.
Те завладяват цяла Бактрия и значителни територии в Северна Индия след войни с местни владетели като кушанския владетел Куджула Кадфиз в Гандхара. Около 20 г. Гондофар, един от партските завоеватели, се отделя от Партското царство и установява Индо-партското царство в завладените територии.

## Упадък
През 224 г. Ардашир I, управител на Фарс, родната провинция на Ахеменидите, сваля Артабан V и създава Сасанидското царство.
След поражението си малката прослойка от благородници на партите, изглежда, изчезва без следа. Според скорошни изследвания обаче напротив, партите запазват голяма степен на автономия в нещо като конфедерация със Сасанидите. Въпреки постигнатите победи над Византия при Хосров II Парвиз в началото на VII век пред лицето на арабската заплаха партите се отдръпват от конфедерацията. Силните северни и източни родове kust-i khwarasan и kust-i adurbadagan се оттеглят в твърдините си и сключват мир с настъпващите араби, като отказват да се бият редом със Сасанидите.

## Партски владетели
- Арсак I 246 – 211 пр.н.е.
- Арсак II 211 – 191 пр.н.е.
- Приапатий 191 – 176 пр.н.е.
- Фраат I 176 – 171 пр.н.е.
- Митридат I 171 – 138 пр.н.е.
- Фраат II 138 – 128 пр.н.е.
- Артабан I 128 – 124 пр.н.е.
- Митридат II 124 – 87 пр.н.е.
- Готариз I 91 – 78 пр.н.е.
- Ород I 78 пр.н.е.
- Санатрук 77 – 70 пр.н.е.
- Фраат III 70 – 58 пр.н.е.
- Митридат III 58 – 57 пр.н.е.
- Ород II 57 – 37 пр.н.е.
- Фраат IV 37 – 30 пр.н.е.
- Тиридат II 30 – 29 пр.н.е.
- Фраат IV (възстановен) 29 – 28 пр.н.е.
- Тиридат II (възстановен) 28 – 26 пр.н.е.
- Фраат IV (възстановен) 26 – 2 пр.н.е.
- Фраатак 2 пр.н.е. – 4
- Ород III 4 – 7
- Вонон I 7 – 11
- Артабан II 11 – 38
- Готариз II 38 – 51
- Вардан 39 – 47
- Вонон II 51
- Вологаз I 51 – 78
- Пакор II 78 – 79
- Артабан III 79 – 81
- Пакор II (възстановен) 81 – 115
- Вологаз II 106
- Хосрой I 109 – 116
- Партамаспат 116
- Хосрой I (възстановен) 117 – 128
- Митридат IV 128 – 147
- Вологаз III 111 – 147
- Вологаз IV 148 – 192
- междуцарствие 192 – 207 (?)
- Вологаз V 191 – 207
- Вологаз VI 207 – 223
- Артабан IV 213 – 226
- Артавазд 226 – 227